# Verona Apartments
El Verona Apartments es un edificio de apartamentos ubicado en el vecindario Cass Corridor de la ciudad de Detroit, la más importan del estado de Míchigan (Estados Unidos). La sección central se encuentra en 96 W. Ferry. Las alas Este y Oeste están ubicadas en 92 W. Ferry y 100 W. Ferry, respectivamente. Fue incluido en el Registro Nacional de Lugares Históricos en 1986.

## Historia
Fue construidos en 1896 por la firma Malcomson y Higginbotham de Detroit. El diseño original tenía 16 suites de lujo. Cuando la propiedad de la vivienda se hizo más fácil en la década de 1930, la demanda de este tipo de apartamentos disminuyó. En 1945 se reconfiguró para incluir 26 apartamentos más pequeños.

## Arquitectura
Tienen una sección central de cinco pisos con alas de tres pisos flanqueantes. La base de la estructura es de piedra; el cuerpo principal está construido de ladrillo, originalmente naranja pero ahora pintado de gris. 
La entrada es arqueada, haciéndose eco del arco del cuarto piso, y el nombre del edificio está incrustado en la curvatura del arco. Hay toques decorativos en todo el exterior, incluido el friso sobre las ventanas del primer piso, las estructuras arqueadas que flanquean la entrada e incrustaciones sobre el primer y quinto pisos.